# Barbara Schmidt-Gaden
Barbara Schmidt-Gaden (* 1971 in München) ist eine deutsche Opern-, Oratorien-, Lied- und Konzertsängerin (Mezzosopran).

## Leben
Ihre ersten musikalischen Impulse erhielt Barbara Schmidt-Gaden durch ihren Vater Gerhard Schmidt-Gaden, der 1956 den Tölzer Knabenchor gegründet hatte. Sie gehörte als Knabe dem weltberühmten Chor an. Ihr Gesangsstudium absolvierte sie in Bern und Mannheim u. a. bei Ursula Buckel, Elisabeth Glauser und Katharina Dau. Außerdem arbeitete sie mit Ingrid Haubold, Hanno Blaschke und Daniel E. Ferro.
Erste solistische Erfahrungen sammelte sie als Dritter Knabe in Mozarts Zauberflöte bei den Salzburger Festspielen, an den Opernhäusern von Lyon, Bordeaux, München, Stuttgart, Mailand etc. Barbara Schmidt-Gaden wurde bei mehreren internationalen Gesangswettbewerben ausgezeichnet, darunter 1997 beim Torneo Internazionale di Musica in Rom und 2000 beim Wettbewerb Debüt in Meran. Im Jahr 2000 wurde sie Stipendiatin des Richard-Wagner-Verbandes und gewann im gleichen Jahr den Förderpreis der Richard-Strauss-Gesellschaft.
Von 2001 bis 2007 war sie festes Ensemblemitglied am Staatstheater am Gärtnerplatz. Dort trat sie u. a. als Rosina in Der Barbier von Sevilla, Dorabella in Così fan tutte, Angelina in La Cenerentola, Mercédes in Carmen, Lola in Cavalleria rusticana, Idamante in Idomeneo und Suzuki in Madame Butterfly auf. Im Februar 2002 debütierte sie an der Bayerischen Staatsoper, wo sie mehrmals als Gast sang. In den Jahren 2008 bis 2010 war Barbara Schmidt-Gaden Mitglied im Solistenensemble des Oldenburgischen Staatstheaters. Dort debütierte sie u. a. als Charlotte in Massenets Werther. Ferner sang sie die Carmen in der gleichnamigen Oper am Theater Lüneburg. Ab 2010 war sie freiberuflich tätig.
Neben ihrem Engagement im Opernfach ist Schmidt-Gaden aktiv als Oratorien-, Lied- und Konzertsängerin in Deutschland und anderen Ländern. Sie sang u. a. die Altpartie der Uraufführung des Oratoriums MenschenZeit von Lothar Voigtländer.
Im Jahr 2015 übernahm Barbara Schmidt-Gaden die Geschäftsführung des Tölzer Knabenchores, München.
Am Anhaltischen Theater Dessau debütierte sie 2016 in Wagners „Fliegendem Holländer“ als Mary. Daneben knüpfte sie Beziehungen zum Chor des Bayerischen Rundfunks und wurde nach zahlreichen projektbezogenen Engagements im Jahre 2018 Mitglied des Ensembles.